# 克洛弗希爾 (密西西比州)
克洛弗希爾（英語：Clover Hill）是位於美國密西西比州科荷馬縣的非建制地區。

## 歷史
克洛弗希爾的郵局於1884年設立，其後於1935年停運。

## 地理
克洛弗希爾所處的海拔為高於海平面40米（即131英呎），而該地所採用的時區為UTC-6，即北美中部時區（CST）。同時該地設有夏令時間，為UTC-6調快一小時，即UTC-5（CDT）。